# 吴雷川

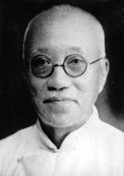
吳震春

吳震春（1869年—1941年），字雷川，以字行，籍贯浙江杭县，生于江苏徐州，清末翰林出身，中国近代思想家、教育家，基督教中国化运动的代表人物。其于1886年考取秀才，1893年考取举人，1898年考取进士，而后担任翰林院庶吉士。1903年，吴雷川短暂担任江北高等学堂校长。1906年-1911年，其又担任浙江高等学堂校长，并因办学殊绩被晋授为翰林院編修。辛亥革命后，他担任浙江教育司佥事， 并一度被民众推选为杭州市民政长（未就职）。中华民国建国后，他受蔡元培邀请，前往北京就职，历任教育部佥事、参事。1914年夏，因其友人常去教会，吴雷川购买《圣经》阅读三天，自此认为基督教有助于救国。1915年圣诞节前夕，他正式接受圣公会洗礼，成为基督徒。1922年-1941年，他进入燕京大学任教，并在1926年被升为燕大副校长。1928年，他担任国民政府教育部次长，1929年-1934年担任燕大校长。除教育事业之外，他也是中国本色化神学的代表人物，提倡“折中的神学”，并撰写《基督教与中国文化》、《墨翟与耶稣》等著作，坚信基督教的精髓早已存于中华文化体系（尤其是儒家）之中。

## 生平
光緒二十四年（1898年）進士，同年五月，改翰林院庶吉士，后授編修。光緒三十二年（1906年）任浙江高等学堂监督。
民国元年（1912年），任浙江教育司佥事，後任北京教育部参事。民國十五年（1926年）後，歷任燕京大学教授、副校长，国民政府教育部常任次长，民國十八年（1929年）任燕京大學校长。